# Rewica Królewska
Rewica Królewska – wieś w Polsce położona w województwie łódzkim, w powiecie brzezińskim, w gminie Jeżów.
W latach 1975–1998 miejscowość należała administracyjnie do województwa skierniewickiego.
Inne miejscowości o nazwie Rewica: Rewica Szlachecka